# انور لوگوشیچ
انور لوگوشیچ (انگلیسی: Enver Lugušić؛ زادهٔ ۱ مهٔ ۱۹۶۱) یک بازیکن فوتبال، و دروازه‌بان (فوتبال) اهل بوسنی و هرزگوین است.
وی سابقه سه بازی ملی در تیم ملی فوتبال المپیک یوگسلاوی را در کارنامه دارد.